# Consigne (droit allemand)
Pour les articles homonymes, voir Consigne.
 (janvier 2011).
 (septembre 2015).
En Allemagne, la consigne (Pfand) au sens juridique est un objet, une créance ou un droit se trouvant en la possession d'une personne étant redevable d'une créance mais qui appartient à une autre personne, créancière. Le montant de la consigne doit assurer la créance. Si la créance n'est pas restituée, le créancier a le droit d'exploiter celle-ci à sa guise.

## Histoire

### Origine et sens du terme consigne/consignation (Pfand) en Allemagne
Le mot allemand Pfand est dérivé du latin, voir du gallo-romain. Le terme pan(d) de l'ancien français qui désignait un morceau de tissu et une "chose enlevée" vient du latin pannus qui désigne un morceau de tissu ou un haillon. L'origine du mot indique que déjà du temps où l'économie de subsistance était majoritaire, les tissus et vêtements s'échangeaient moyennant une certaine forme de paiement. En moyen vieil et moyen haut-allemand, les termes correspondants phant et pfant se sont développés. En anglais, le mot pawn se sont développés. Le terme latin pignus désigne aussi bien la consigne que la caution. Le terme d'origine désignait avant tout le bien confisqué par le créancier afin de garantir et de mener à bien un droit. Cette forme primitive de la consigne visait exclusivement les biens meubles, ce qu'on appelle les biens mobiliers, et non les biens fonciers et immobiliers. Contrairement à la consigne à sens unique, c'était d'abord le terme de pari qui désignait le bien de garantie donné (volontairement). Il s'agissait donc de la mise ou du dédommagement établi lors de "contrats aux fins imprévisibles". 
Vers la fin du Moyen Âge, le terme de la consigne s'est toutefois aussi imposé pour ce cas de figure.

### La taxe mobilière
La réquisition d'une consigne était déjà règlementée au début du Moyen Âge. Un créancier avait le droit de réquisitionner un objet de consigne afin de garantir la restitution de sa créance. Au temps des carolingiens, cette procédure ne pouvait s'effectuer qu'après l'autorisation d'un juge. Puis, uniquement les comtes et les mandataires du roi ou du seigneur n'avaient le droit d'exécuter la réquisition. Dans les villes, des fonctionnaires étaient spécialement appelés pour les réquisitions. En théorie, eux-seuls avaient l'autorité d'exécuter une réquisition. Dans la pratique, les réquisitions autonomes de biens mobiliers continuaient. L'ordre public essayait de combattre ceci depuis le XIIIe siècle.

### La garantie hypothécaire
Au Moyen Âge et au début de l'époque moderne, la consigne désignait aussi la dette foncière. L'objet de la consigne pouvait dépasser la simple propriété et atteindre des territoires entiers. Le bien foncier remplaçait alors les taxes. 

## Droit en vigueur en Allemagne
Un objet se transforme en consigne pour garantir ou assurer la créance d'une tierce personne.
Le droit de gage des objets ou des droits mobiliers en Allemagne est traité dans les § 1204 du code civil allemand. Les dispositions légales spéciales sont à trouver dans le règlement du crédit-bail et de l'approvisionnement des biens de l'État fédéral. Pour les bateaux et les appareils de navigation aérienne s'appliquent les correspondantes.
La consigne ou la consignation en tant que garantie est de faible importance au sein des échanges économiques. On y fait plutôt recours à la propriété fiduciaire, l'hypothèque ou à la dette foncière. La consigne reste toutefois d'usage courant dans les échanges de la vie quotidienne.
Le droit de consignation sur l'objet est régulièrement traité par le biais de négociations judiciaires qui désignent les bases de la législation concernant les biens mobiliers traités dans le § 1205 du code civil allemand. Il faut bien faire la différence entre cette dernière et les accords de garantie.
Un droit de consignation peut aussi être créé par le biais de la justice. Par exemple le droit à la consignation pour les propriétaires, le droit à la consignation de l'entrepreneur dans un contrat d'entreprise ou la création d'un droit de consignation par subrogation (dans le cadre du § 1219 du code civil allemand).
Si la créance n'est pas rendue dans les délais convenus (s'il y en a) le créancier a le droit de la vendre et/ou de l'exploiter. Aucun titre judiciaire n'est requis pour cela. La vente et/ou l'exploitation de la créance prend place après avertissement préalable (§ 1234 du code civil allemand) sous forme de vente de consigne (§ 1228 du code civil allemand) ou d'enchères publiques.
La consigne ou la consignation sont accessoirement liées à la créance. Si la créance expire, la consigne ou la consignation expirent avec elle. La consigne ou la consignation sont alors à restituer au propriétaire. Elles expirent également si le bien est acquis sans charges ou s'il existe des conditions résolutoires.

### Taxes sur les transactions financières.
Lors de transactions financières et spécialement dans les échanges boursiers, une consigne d'un certain montant doit être déposée afin d'obtenir l'autorisation commerciale. Ceci est désigné comme le Margin et se détermine selon les risques des participants à l'échange ainsi que la nature des échanges réalisés.